# Olivier Krumbholz
Olivier Krumbholz (født 12. september 1958) er en tidligere fransk håndboldspiller og nuværende håndboldtræner for det franske kvindelandshold siden 2016. Krumbholz havde tidligere taget afsked med det franske kvindelandshold i sommeren 2013, men kom tilbage efter skuffende resultat med Alain Portes ved VM i håndbold 2015. Han har desuden været U-landstræner for de franske kvinder fra 1992-1998. Som aktiv spillede han for den franske klub Stade Messin Etudiant Club i Division 1 fra 1976 til 1986 og har desuden spillet ti landskampe for Frankrig.